# Laurent Naveau
Pour les articles homonymes, voir Naveau.
Laurent Naveau est un pilote de vitesse moto belge.
Laurent Naveau commence sa carrière sportive en 1981 par le karting. En 1985 Il participe à la coupe Yamaha en Belgique puis passe à la catégorie 250cc dès 1986. En 1987 il participe au championnat du Bénélux qu’il remporte ainsi qu’au championnat d’Europe 250 au guidon d’une Yamaha TZ. En 1988 il participe au championnat de Belgique silhouette au guidon d’une Honda RC 30 au sein du team VZM dirigé par Jean Paul Van Zuylen. 1989 fût une année difficile en championnat d’Europe marquée par beaucoup de casses mécaniques. Après une année sabbatique Laurent participe au championnat de Belgique 250 & 750 sur Yamaha ainsi qu’au 24 heures de Spa au guidon d’une Yamaha 750OW01. L’année 1992 fût consacrée au championnat d’Europe toujours sur Yamaha TZ ou ses résultats lui permirent d’entré dans la catégorie reine le moto GP1-500 ou il participera à 72 grand prix entre 1993 & 1997 au guidon d’une ROC Yamaha . En 2000 Laurent rejoint le championnat du Monde d’endurance au sein du team HONDA Wim Motors racing ou il devient champion du monde en 2001 en compagnie d'Albert Aerts et Heinz Platasis sur Honda SP1.
2002 marque la fin de sa carrière sportive afin de se consacré a sa nouvelle passion le bison Américain et la régénération des sols.